# Alice Arden
Alice Arden, född 1516, död i Canterbury 1551, var en engelsk dömd mördare. 
Hon var dotter till John Brigandine och Alice Squire och styvdotter till Sir Edward North, Lord North. Hon mördade sin make borgmästaren Thomas Arden i Faversham, med hjälp av sin älskare, skräddaren Richard Moseby, 14 februari 1551. Hon ställdes inför rätta och avrättades tillsammans med sju medbrottslingar. I egenskap av hustru som mördat sin make, något som kategoriseras som petty treason, avrättades hon genom bränning på bål.